# Qaqortokolook
Qaqortokolook (o Qaqortukulooq o Qaqortukulôq) è un villaggio della Groenlandia di 6 abitanti (gennaio 2004). Si trova a 60°50'N 45°45'O; appartiene al comune di Kujalleq.